# .sa
.sa (Inglês: Saudi Arabia) é o código TLD (ccTLD) na Internet para a Arábia Saudita.